# Jaume Sospedra
Jaume Sospedra i Julià (San Baudilio de Llobregat, 5 de noviembre de 1913-Colònia Güell, 31 de julio de 1990) fue un futbolista español.
Disputó 226 partidos en la posición de extremo, marcando 61 goles. Antes de fichar por el FC Barcelona pasó por el Santboià y por el Sabadell. Como jugador del Barça, jugó 92 partidos de liga de 1937 a 1947, marcando 20 goles y ganando una Liga. Su última temporada como profesional fue en 1948 en el Español de Barcelona.

## Equipos
| Club                  | País   | Año       |
| --------------------- | ------ | --------- |
| FC Gavà               | España | 1934-1935 |
| Sabadell              | España |           |
| Fútbol Club Barcelona | España | 1939-1947 |

## Palmarés
| Título         | Club                  | Año  |
| -------------- | --------------------- | ---- |
| Copa del rey   | Fútbol Club Barcelona | 1942 |
| Liga de España | Fútbol Club Barcelona | 1945 |